# Рощин, Владимир Фёдорович
Рощин Владимир Фёдорович — советский учёный, доктор технических наук, профессор, заслуженный деятель науки и техники РСФСР, лауреат Ленинской премии, организатор производства ракетно-космической техники, член Экспертного совета ВАК СССР.

## Биография
Рощин Владимир Фёдорович, родился 29 августа 1922 г. в Москве. Здесь же он провел детство и юность, окончил среднюю школу с отличием. С детских лет увлекся авиацией, которой в то время восхищались многие молодые люди, посещал Ходынское поле и аэродром Тушино, на которых демонстрировались полеты. Владел немецкий и английским языком. Поступил учиться в Московский авиационный институт (МАИ), который окончил с отличием в 1948 году по специальности инженер-механик в области ракетной техники. Член КПСС с 1951 года.
После окончания МАИ Сергей Павлович Королёв, который был руководителем дипломных проектов у группы студентов, включая и Владимира Федоровича Рощина, приглашает всех на работу в ОКБ-1, которое он возглавлял. Рощин В.Ф. поступил работать на предприятие в 1947 году в должности техника. За небольшой срок Владимир Федорович основательно вошел в новую и развивающуюся отрасль ракетно-космической техники, в которой занимался как теоретически, так и экспериментально проблемами аэрогазодинамики, газодинамики и теплофизики (теплового нагрева) и баллистики головных частей ракет и спускаемых аппаратов космических кораблей. Благодаря своим организационным способностям, В. Ф. Рощин в ОКБ-1 (ныне РКК «Энергия» им. С. П. Королева) быстро прошел трудовой путь от инженера до начальника отдела № 11 (в 1959 году) по аэродинамике, динамике, проектированию теплозащитного покрытия, а впоследствии и конструкции спускаемых аппаратов.

### Работа вОКБ-1
Проектным разработкам спускаемого аппарата Союз (космический корабль) предшествовали научно-поисковые исследования проблемы возвращения аппаратов из космоса, проводившиеся в ОКБ-1. Рощин Владимир Федорович будучи заместителем начальника отдела № 8 занимался вопросами, сопутствующими возвращению аппаратов, а именно аэродинамическими, газодинамическими, проблемой баллистики входа в атмосферу и вопросами создания надежной системы теплозащиты.
Владимир Федорович занимался изучением аппаратов, более выгодной с точки зрения аэрогазодинамики и теплообмена формы, чем сферическая (к тому времени утвердившейся в качестве основной для спускаемого аппарата «Союз»), а именно «сегментальной», образованной сферическим сегментом с пристыкованным к нему корпусом аппарата, находящимся в аэродинамической тени и менее подверженным нагреву на участке спуска.
С образованием отдела № 11 в 1959 году начальник отдела, Рощин Владимир Федорович, сосредоточился на исследованиях в области аэрогазодинамических, теплофизических и баллистических проблем создания спускаемых аппаратов. По прямому указанию Сергея Павловича Королева, в сотрудничестве с Несмеяновым, Александром Николаевичем и Келдышем, Мстиславом Всеволодовичем предпринял интенсивные проектные исследования спускаемого аппарата «Союз», оборудованного роторной (вертолетной) системой посадки. Работы по роторной системе в отделе проводились Миненко В. Е. и Арьковым В. И. Энергичные усилия Рощина В. Ф. привели к подключению к этим работам ОКБ Милем, Михаилом Леонтьевичем, Военно-космической академии имени А. Ф. Можайского и Центрального аэрогидродинамического института, где исследования проводились как по дозвуковому ротору, так и по спускаемым аппаратам с ротором, работающем на гиперзвуковых скоростях. Являлся разработчиком в коллективе авторов из Центрального аэрогидродинамического института проекта нетрадиционного летательного аппарата «ВЕРТОСТАТ».
Принимал активное участие в проектировании и запуске первого пилотируемого космического корабля «Восток-1» с космонавтом Ю.А. Гагариным 12 апреля 1961 г.

## Научная деятельность
В 1958 году ВАК СССР на основании представленных материалов (перечня научных трудов соискателя, отзывов о научной и инженерной деятельности, подписанных ведущими учеными страны,
в том числе академиками М. В. Келдышем, В. А. Котельниковым, Л. И. Седовым и другими) без защиты диссертации присуждена ученая степень доктора технических наук. Указом Президиума Верховного Совета СССР от 17 июня 1961 г. за успехи, достигнутые в работе, было присвоено звание лауреата Ленинской премии. Президиумом Верховного Совета СССР награжден юбилейной медалью «За доблестный труд в ознаменование 100-летия со дня рождения Владимира Ильича Ленина» от 3 апреля 1970 года. За преподавательскую деятельность в 1966 году присвоено звание профессор. В 1960-х - 1970-х годах читал лекции в Московском авиационном институте и Московском физико-техническом институте.
В 1972 году по приглашению И.С. Голубева В. Ф. Рощин перешел на педагогическую работу в Московский государственный технический университет гражданской авиации (ныне Московский государственный технический университет гражданской авиации), где до конца жизни работал заведующим кафедрой аэродинамики и динамики полета, а затем профессором кафедры аэродинамики, конструкции и прочности летательных аппаратов. Много сил и энергии В. Ф. Рощин отдавал развитию лабораторной базы кафедры, постановке учебного процесса и научно-исследовательской работе. Основал научную школу математического моделирования на кафедре аэродинамики, конструкции и прочности летательных аппаратов. Он поставил ряд лекционных курсов, вел большую работу на общественных началах: он был членом нескольких ученых советов по защитам докторских диссертаций и являлся членом Экспертного совета ВАК СССР по авиационной и ракетно-космической технике. В. Ф. Рощин был одним из организаторов совместно с первым заместителем Министра высшего и среднего специального образования СССР Красновым Николаем Фёдоровичем и академиком академии наук СССР Рыжовым, Юрием Алексеевичем создания Координационного совета кафедр аэродинамики авиационных вузов страны, который успешно функционирует до настоящего времени.
За большой вклад в развитие авиации и ракетно-космической техники В. Ф. Рощин был удостоен звания заслуженный деятель науки и техники РСФСР, знака «Отличник Аэрофлота» и награжден рядом правительственных орденов и медалей.

## Смерть
Скончался 21 октября 1990 года и похоронен на Николо-Архангельском кладбище кладбище в Москве.

## Награды и звания
- лауреат Ленинской премии
- Орден «Знак Почёта»
- Орден Трудового Красного Знамени
- доктор технических наук
- заслуженный деятель науки и техники РСФСР
- Медаль «В ознаменование 100-летия со дня рождения Владимира Ильича Ленина»
- Нагрудный знак «Отличник аэрофлота».